# Clear Channel Outdoor
Clear Channel Outdoor (NYSE CCO), coneguda com a Clear Channel, és una companyia estatunidenca, controlada per Clear Channel Communications, i és una de les majors empreses de publicitat exterior i una de les empreses pioneres en sistema de gestió integral de manlleu de bicicletes de lliure servei. La seu de l'empresa es troba a Phoenix (Arizona). Entre alguns serveis que gestiona està el servei públic de bicicletes Bicing de l'Ajuntament de Barcelona.